# Tyrese Shade
Tyrese Shade (Birmingham, 9 giugno 2000) è un calciatore nevisiano, attaccante dell'Eastleigh e della nazionale nevisiana.

## Carriera

### Club
Cresciuto nel settore giovanile del Birmingham City, nel 2016 viene ceduto al Solihull Moors, dove gioca due incontri in National League. Nel 2017 viene acquistato dal Leicester City, militando nelle formazioni Under-18 ed Under-21 delle Foxes. Nel 2021 viene ceduto in prestito al Walsall in League Two per l'intera durata della stagione. L'anno successivo viene acquistato a titolo definitivo dallo Swindon Town, altro club di League Two.

### Nazionale
Nel 2018 ha totalizzato cinque presenze e tre reti con la nazionale nevisiana Under-20, valide per il campionato nordamericano di categoria.
Il 22 marzo 2023 ha esordito con la nazionale maggiore nevisiana, disputando l'incontro vinto per 1-3 contro Saint-Martin, valido per la CONCACAF Nations League 2022-2023.

## Statistiche

### Presenze e reti nei club
Statistiche aggiornate al 28 marzo 2023.
| Stagione        | Squadra         | Campionato      | Campionato | Campionato | Coppe nazionali | Coppe nazionali | Coppe nazionali | Coppe continentali | Coppe continentali | Coppe continentali | Altre coppe | Altre coppe | Altre coppe | Totale | Totale |
| Stagione        | Squadra         | Comp            | Pres       | Reti       | Comp            | Pres            | Reti            | Comp               | Pres               | Reti               | Comp        | Pres        | Reti        | Pres   | Reti   |
| --------------- | --------------- | --------------- | ---------- | ---------- | --------------- | --------------- | --------------- | ------------------ | ------------------ | ------------------ | ----------- | ----------- | ----------- | ------ | ------ |
| 2016-2017       | Solihull Moors  | NL              | 2          | 0          | FACup           | 0               | 0               |                    | -                  | -                  | FAT         | 0           | 0           | 2      | 0      |
| 2021-2022       | Walsall         | FL2             | 39         | 2          | FACup+CdL       | 2+1             | 0               |                    | -                  | -                  | FLT         | 4           | 0           | 46     | 2      |
| 2022-2023       | Swindon Town    | FL2             | 31         | 4          | FACup+CdL       | 1+1             | 0               |                    | -                  | -                  | FLT         | 3           | 0           | 36     | 4      |
| Totale carriera | Totale carriera | Totale carriera | 72         | 6          |                 | 5               | 0               |                    | -                  | -                  |             | 7           | 0           | 84     | 6      |

### Cronologia presenze e reti in nazionale
| Cronologia completa delle presenze e delle reti in nazionale ― Saint Kitts e Nevis | Cronologia completa delle presenze e delle reti in nazionale ― Saint Kitts e Nevis | Cronologia completa delle presenze e delle reti in nazionale ― Saint Kitts e Nevis | Cronologia completa delle presenze e delle reti in nazionale ― Saint Kitts e Nevis | Cronologia completa delle presenze e delle reti in nazionale ― Saint Kitts e Nevis | Cronologia completa delle presenze e delle reti in nazionale ― Saint Kitts e Nevis | Cronologia completa delle presenze e delle reti in nazionale ― Saint Kitts e Nevis | Cronologia completa delle presenze e delle reti in nazionale ― Saint Kitts e Nevis |
| Data                                                                               | Città                                                                              | In casa                                                                            | Risultato                                                                          | Ospiti                                                                             | Competizione                                                                       | Reti                                                                               | Note                                                                               |
| ---------------------------------------------------------------------------------- | ---------------------------------------------------------------------------------- | ---------------------------------------------------------------------------------- | ---------------------------------------------------------------------------------- | ---------------------------------------------------------------------------------- | ---------------------------------------------------------------------------------- | ---------------------------------------------------------------------------------- | ---------------------------------------------------------------------------------- |
| 22-3-2023                                                                          | The Valley                                                                         | Saint-Martin                                                                       | 1 – 3                                                                              | Saint Kitts e Nevis                                                                | CONCACAF Nations League 2022-2023 - Fase a gironi                                  | -                                                                                  | 58’                                                                                |
| 27-3-2023                                                                          | Basseterre                                                                         | Saint Kitts e Nevis                                                                | 2 – 0                                                                              | Aruba                                                                              | CONCACAF Nations League 2022-2023 - Fase a gironi                                  | -                                                                                  | 81’                                                                                |
| Totale                                                                             |                                                                                    | Presenze                                                                           | 2                                                                                  |                                                                                    | Reti                                                                               | 0                                                                                  |                                                                                    |